# Francesca d'Alençon
Francesca di Valois-Alençon (1490 – La Flèche, 14 settembre 1550) era figlia di Renato di Valois, duca d'Alençon e conte di Perche, e di Margherita di Lorena-Vaudemont.

## Biografia
Sorella ed ereditiera di Carlo IV d'Alençon, fu privata dell'eredità dalla moglie di lui, Margherita d'Angoulême, sorella di Francesco I di Francia.
Suo figlio Antonio sposò Giovanna d'Albret, regina di Navarra (figlia del secondo matrimonio di sua cognata Margherita d'Angoulême col re di Navarra Enrico II). Da loro nacque Enrico, futuro re di Francia con il nome di Enrico IV. Francesca fu quindi nonna paterna del sovrano ugonotto, che iniziò la dinastia dei Borbone quali re di Francia.

## Matrimoni e figli
In prime nozze sposò a Blois nel 1505 Francesco II di Longueville (1478-1512), da cui ebbe:
- Jacques (1511-1512);
- Renée (1508-1515), contessa di Dunois.

Rimasta vedova, Francesca si risposò a Châteaudun il 18 maggio 1513 con Carlo di Borbone (1489-1537), conte di Vendôme e poi anche duca di Borbone. Da Carlo ebbe:
- Luigi (1514-1516) conte di Marle;
- Maria (1515 - 1538);
- Margherita (1516-1589), sposa di Francesco I di Clèves, duca di Nevers;
- Antonio (1518 † 1562), duca di Borbone e di Vendôme, re di Navarra, padre di Enrico IV di Francia;
- Francesco (1519-1565), conte d'Enghien;
- Maddalena (1521-1561), badessa a Poitiers;
- Luigi (1522-1525)
- Carlo (1523 † 1590), cardinale, arcivescovo di Rouen, proclamato anche re di Francia (come Carlo X) dalla Lega Cattolica all'epoca dell'ascesa al trono del nipote protestante Enrico di Borbone-Navarra;
- Caterina (1525-1594), badessa a Soissons;
- Renata (1527-1583), badessa di Chelles;
- Giovanni (1528-1557), conte di Soissons e duca di Estouteville;
- Luigi (1530-1569), principe di Condé;
- Eleonora (1532-1611), badessa di Fontevrault.

## Ascendenza
|                                |                      |                         | Genitori                  |  |  | Nonni |  |  | Bisnonni             |  |  | Trisnonni           |  |
|                                |                      |                         |                           |  |  |       |  |  | Giovanni I d'Alençon |  |  | Pietro II d'Alençon |  |
|                                |                      |                         |                           |  |  |       |  |  | Giovanni I d'Alençon |  |  | Pietro II d'Alençon |  |
|                                |                      | Maria Chamaillard       |                           |  |  |       |  |  | Giovanni I d'Alençon |  |  |                     |  |
| Giovanni II d'Alençon          |                      |                         |                           |  |  |       |  |  | Giovanni I d'Alençon |  |  |                     |  |
|                                |                      | Maria di Bretagna       | Giovanni V di Bretagna    |  |  |       |  |  |                      |  |  |                     |  |
|                                |                      | Maria di Bretagna       | Giovanni V di Bretagna    |  |  |       |  |  |                      |  |  |                     |  |
|                                |                      | Maria di Bretagna       | Giovanna di Navarra       |  |  |       |  |  |                      |  |  |                     |  |
| Renato d'Alençon               |                      | Maria di Bretagna       |                           |  |  |       |  |  |                      |  |  |                     |  |
|                                |                      | Giovanni IV d'Armagnac  | Bernardo VII d'Armagnac   |  |  |       |  |  |                      |  |  |                     |  |
|                                |                      | Giovanni IV d'Armagnac  | Bernardo VII d'Armagnac   |  |  |       |  |  |                      |  |  |                     |  |
|                                |                      | Giovanni IV d'Armagnac  | Bona di Berry             |  |  |       |  |  |                      |  |  |                     |  |
| Maria d'Armagnac               |                      | Giovanni IV d'Armagnac  |                           |  |  |       |  |  |                      |  |  |                     |  |
|                                |                      | Isabella di Navarra     | Carlo III di Navarra      |  |  |       |  |  |                      |  |  |                     |  |
|                                |                      | Isabella di Navarra     | Carlo III di Navarra      |  |  |       |  |  |                      |  |  |                     |  |
|                                |                      | Isabella di Navarra     | Eleonora di Trastámara    |  |  |       |  |  |                      |  |  |                     |  |
| Francesca d'Alençon            |                      | Isabella di Navarra     |                           |  |  |       |  |  |                      |  |  |                     |  |
|                                | Antonio di Vaudémont | Federico I di Vaudémont |                           |  |  |       |  |  |                      |  |  |                     |  |
|                                | Antonio di Vaudémont | Federico I di Vaudémont |                           |  |  |       |  |  |                      |  |  |                     |  |
|                                | Antonio di Vaudémont | Margherita di Joinville |                           |  |  |       |  |  |                      |  |  |                     |  |
| Federico II di Vaudémont       | Antonio di Vaudémont |                         |                           |  |  |       |  |  |                      |  |  |                     |  |
|                                |                      | Maria d'Harcourt        | Giovanni VII d'Harcourt   |  |  |       |  |  |                      |  |  |                     |  |
|                                |                      | Maria d'Harcourt        | Giovanni VII d'Harcourt   |  |  |       |  |  |                      |  |  |                     |  |
|                                |                      | Maria d'Harcourt        | Maria d'Alençon           |  |  |       |  |  |                      |  |  |                     |  |
| Margherita di Lorena-Vaudémont |                      | Maria d'Harcourt        |                           |  |  |       |  |  |                      |  |  |                     |  |
|                                |                      | Renato d'Angiò          | Luigi II d'Angiò          |  |  |       |  |  |                      |  |  |                     |  |
|                                |                      | Renato d'Angiò          | Luigi II d'Angiò          |  |  |       |  |  |                      |  |  |                     |  |
|                                |                      | Renato d'Angiò          | Iolanda d'Aragona         |  |  |       |  |  |                      |  |  |                     |  |
| Iolanda d'Angiò                |                      | Renato d'Angiò          |                           |  |  |       |  |  |                      |  |  |                     |  |
|                                |                      | Isabella di Lorena      | Carlo II di Lorena        |  |  |       |  |  |                      |  |  |                     |  |
|                                |                      | Isabella di Lorena      | Carlo II di Lorena        |  |  |       |  |  |                      |  |  |                     |  |
|                                |                      | Isabella di Lorena      | Margherita del Palatinato |  |  |       |  |  |                      |  |  |                     |  |
|                                |                      | Isabella di Lorena      |                           |  |  |       |  |  |                      |  |  |                     |  |